# Chironius vincenti
Chironius vincenti är en ormart som beskrevs av Boulenger 1891. Chironius vincenti ingår i släktet Chironius och familjen snokar. IUCN kategoriserar arten globalt som akut hotad. Inga underarter finns listade i Catalogue of Life.
Arten förekommer endemisk på ön Saint Vincent som ingår i Saint Vincent och Grenadinerna i Västindien. Den vistas i låglandet och i kulliga områden upp till 600 meter över havet. Ormen lever i skogar och jagar grodor. Området är delvis skyddat enligt lag.